# 松園バスターミナル

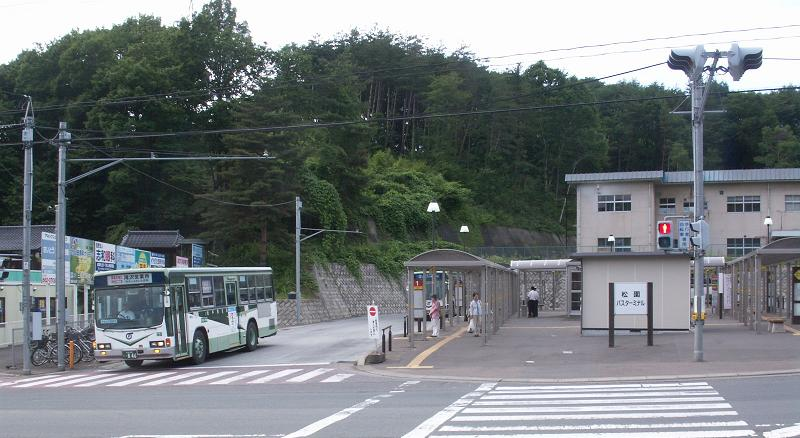
松園バスターミナル

松園バスターミナル（まつぞのバスターミナル）は、岩手県盛岡市西松園一丁目にあるバスターミナルである。

## 概要
ゾーンバスの乗り継ぎ拠点として旧松園終末処理場跡地の一角に開設された。道路に対しU字型の廻り込み式のターミナルには窓口案内所（バスカード、定期券発売）、待合所、トイレ、自転車置き場が設置されている。

## 歴史
- 2001年7月28日 - 松園地区ゾーンバス事業実施に伴い松園バスターミナル完成。運用開始される。
- 2013年3月 - 構内で死亡事故があったことから乗り場の配置を変更。バスターミナル入口の交差点を時差式の自動信号となった。

## のりば
※全て岩手県交通上田線・駅上田線系統。行き先の数字は系統番号を表す。ターミナル構内は反時計回りの一方通行となっており、出口には信号機が設置されている。

| のりば | 路線・系統・行先 |
| ------ | --- |
| 1番    | 営業所ターミナル線（東松園二丁目経由松園営業所行き）                                                                               |
| 2番    | 支線バス Cコース、営業所ターミナル線（松園南県営アパート経由松園営業所行き）                                                       |
| 3番    | - |
| 4番    | 支線バス Bコース |
| 5番    | 支線バス Aコース |
| 6番    | 支線バス 松園団地循環バス |
| 7番    | 基幹バス 301・306: 盛岡バスセンター                                                                                                |
| 8番    | 盛岡駅 |
| 9番    | 332 : 急行便（ 盛岡バスセンター） 盛岡中央高校 滝沢営業所（盛岡北高経由） スクールバス（盛岡白百合学園高等学校・盛岡市立高等学校） |

## 周辺
- ファッションセンターしまむら松園店（隣接）
- ファミリーマート盛岡西松園店（隣接）
- 障害福祉サービス事業所さわら園（隣接）
- 岩手県立博物館
- 小鹿牧場
- 北上川
  - 四十四田橋
  - 四十四田ダム
  - 南部片富士湖
- 松園観音
- 松園第一病院
- 岩手県立青松支援学校
- 松園教会
- もりおかこども病院
  - 岩手県立青松支援学校こども病院分教室
- 盛岡市道上田深沢線・黒石野門前寺線（黒石野線）
- 盛岡少年刑務所